# سیارک ۲۵۷۸۱
سیارک ۲۵۷۸۱ (به انگلیسی: 25781 Rajendra، نامگذاری:2000CF38)۲۵۷۸۱مین سیارک کشف شده‌است که در ۰۳ فوریه ۲۰۰۰ کشف شد.